# Hieracium atropictum
Hieracium atropictum es una especie de planta con flor del género Hieracium, de la familia Asteraceae, orden Asterales.

## Distribución
Hieracium atropictum se distribuye por España.

## Taxonomía
Fue descrita científicamente por Arv.-Touv. & Gaut. Fue publicada en Bull. Soc. Bot. France 51 (Sess. Extraord.): lxxvi (1904).